# Liste der denkmalgeschützten Objekte in Biberbach (Niederösterreich)
Die Liste der denkmalgeschützten Objekte in Biberbach enthält die denkmalgeschützten, unbeweglichen Objekte der Gemeinde Biberbach im niederösterreichischen Bezirk Amstetten.

## Denkmäler
| Foto |                 | Denkmal                                                                     | Standort                        | Beschreibung | Metadaten |
| ---- | --------------- | --------------------------------------------------------------------------- | ------------------------------- | --- | --- |
| ja   | Datei hochladen | Pfarrhof HERIS-ID: 31095 Objekt-ID: 28020                                   | Im Ort 1 Standort KG: Biberbach | Ein zweigeschoßiger blockförmiger Bau mit einem steilen abgestuften Walmdach, der in den Jahren von 1757 bis 1762 nach den Plänen von Joseph Schaukegl errichtet wurde. | BDA-Hist.: Q37940280 Status: § 2a Stand der BDA-Liste: 2025-06-30 Name: Pfarrhof GstNr.: .137 Pfarrhof Biberbach                                                         |
| ja   | Datei hochladen | Kath. Pfarrkirche hl. Stephan und Friedhof HERIS-ID: 31093 Objekt-ID: 28018 | Standort KG: Biberbach          | Eine spätgotische Hallenkirche (um 1500) mit einem massiven vorgestellten Westturm und barocken Anbauten sowie einem Chor aus der ersten Hälfte des 14. Jahrhunderts.   | BDA-Hist.: Q37940253 Status: § 2a Stand der BDA-Liste: 2025-06-30 Name: Kath. Pfarrkirche hl. Stephan und Friedhof GstNr.: .149, 2443 Pfarrkirche hl. Stephan, Biberbach |